# Faceless
Faceless (с англ. — «Безликий») — третий студийный альбом американской метал-группы Godsmack, выпущенный 8 апреля 2003 года. Это первый альбом, записанный с новым барабанщиком Шенноном Ларкином, заменившего Томми Стюарта, который с группой записал единственную песню «I Stand Alone».
Песни «Straight Out of Line» и «I Stand Alone» были номинированы на премию Грэмми в номинациях «Лучшая рок-песня» и «Лучшее исполнение в стиле хард-рок» соответственно.

## Запись и тексты песен
По словам фронтмена Салли Эрны, процесс написания и записи был обособленным, в течение которого группа отсиживалась в арендованном доме в Майами, Флорида, и сочиняла, не отвлекаясь или не подвергаясь влиянию рок-сцены, происходящей вокруг них.
Что касается содержания альбома, Эрна сказал изданию LAUNCH Media: «Временами он немного более музыкальный, немного более мелодичный, но все же сырой. Пока ещё сложно сказать. В нем все еще есть черта Godsmack, но он, может быть, не так зол, как это было раньше. Но он все еще обладает некоторой неотёсанностью… Что ж, я не должен этого говорить. На этой пластинке есть пара мерзких гребаных песен. Но в целом я думаю, что это действительно, как мне кажется, кое-что хорошо написанное. Я действительно горжусь этим». Эрна получил вдохновение после прочтения книги барабанщика Rush Нила Пирта «Ghost Rider: Travels on the Healing Road» и написал новую песню «Serenity», которая, по словам басиста Робби Меррилла, похожа по мотивам на звук племенных барабанов из прошлого хита Godsmack «Voodoo».

## Выпуск альбома
Faceless дебютировал на первой позиции в чарте Billboard 200, разойдясь тиражом 269 000 копий за первую неделю, и в итоге альбом разошелся тиражом более одного миллиона копий в Соединенных Штатах. Faceless побил Meteora Linkin Park, который опустился на вторую строчку в рейтинге Billboard 200. Faceless также дебютировал на девятой позиции в Top Canadian Albums и под номером один в Top Internet Albums и оставался в нескольких чартах в течение двух недель.
Второй сингл «Straight Out of Line» был номинирован на премию Грэмми как «Лучшее исполнение в стиле хард-рок». Награда в итоге ушла синглу Evanescence «Bring Me to Life».
Эрна вспоминал, что группа репетировала в преддверии тура, когда они узнали, что альбом занял первую позицию чарте альбомов Billboard 200. «Ну, мы были в Уэст-Палм-Бич, Флорида, репетировали перед этим туром, и нам позвонили, и это просто снесло мне крышу, потому что мы очень много работали над этой записью и хотели, чтобы людям она понравилась, и мы хотели, чтобы она достигла успеха. Но мы понятия не имели, что это будет альбом номер один в стране, и очень приятно знать, что иногда тебя вознаграждают за всю проведённую тобой тяжелую работу».

## Отзывы критиков
| Совокупная оценка    | Совокупная оценка |
| Источник             | Оценка            |
| -------------------- | ----------------- |
| Metacritic           | (50/100)          |
| Оценки критиков      |                   |
| Источник             | Оценка            |
| AllMusic             | [ 10 ]            |
| antiMUSIC            | [ 11 ]            |
| Entertainment Weekly | (C−)              |
| KNAC                 | [ 13 ]            |
| Rolling Stone        | [ 14 ]            |
| Ultimate Guitar      | (8.5/10)          |

После выпуска альбом получил в целом неоднозначные отзывы критиков. На сайте-агрегаторе Metacritic он имеет оценку 50 баллов из 100, что означает «смешанные или средние отзывы».
Многие критики неоднозначно отнеслись к альбому. Уэйд Керган, обозреватель AllMusic, присвоил альбому 2,5 звезды из 5 и прокомментировал это тем, что, в альбоме есть «успешные моменты», но ему не хватает «поп-ловушек» их дебюта, и он часто звучит «жутко в стиле Godsmack». Крис Уиллман из Entertainment Weekly также прохладно отнёсся к альбому, сказав, что там «всё те же отрывистые риффы, вокал, будто при запоре и характерная тревожность гнева-против-камней-в-почках (rage-against-the-kidney-stone)». Кристиан Хоард из Rolling Stone также раскритиковал альбом, присвоив ему 2 звезды и отметил, что, музыка «хорошо построена», но она «звучит скорее как кошмар, который больше выдохшийся, чем страшный».
Однако некоторые критики были более позитивны в отношении альбома. В обзоре AntiMusic было высказано мнение, что группа «ударила немного сильнее», и альбом удостоился похвалы как «самая сильная работа Godsmack на сегодняшний день», получив 4 звезды. KNAC также присвоил альбому 4 звезды и назвал альбом «хорошим громким агрессивным тяжелым (слегка) поп-роком».

## Использование в культуре
Инструментальная версия песни «I Fucking Hate You» появилась в телевизионных роликах к фильму «Пираты Карибского моря: Проклятие Черной жемчужины».
Песни «Straight Out of Line» и «I Stand Alone» были использованы в игре Prince of Persia: Warrior Within.
Песня «I Stand Alone» использована в фильме «Толстяк на ринге» 2012 года.

## Список композиций
| №   | Название               | Автор(ы)      | Длительность |
| --- | ---------------------- | ------------- | ------------ |
| 1.  | «Straight Out of Line» | Эрна          | 4:19         |
| 2.  | «Faceless»             | Эрна          | 3:35         |
| 3.  | «Changes»              | Эрна, Ромбола | 4:19         |
| 4.  | «Make Me Believe»      | Эрна          | 4:08         |
| 5.  | «I Stand Alone»        | Эрна          | 4:07         |
| 6.  | «Re-Align»             | Эрна          | 4:20         |
| 7.  | «I Fucking Hate You»   | Эрна          | 4:08         |
| 8.  | «Releasing the Demons» | Эрна          | 4:12         |
| 9.  | «Dead and Broken»      | Эрна          | 4:11         |
| 10. | «I Am»                 | Эрна          | 3:59         |
| 11. | «The Awakening»        | Эрна          | 1:30         |
| 12. | «Serenity»             | Эрна, Ромбола | 4:34         |

Бонусные треки британского издания
| №  | Название           | Длительность |
| -- | ------------------ | ------------ |
| 1. | «Keep Away (Live)» | 7:42         |
| 2. | «Awake (Live)»     | 5:39         |

## Участники записи
Godsmack
- Салли Эрна — ритм-гитара, вокал, продюсирование
- Тони Ромбола — гитара, бэк-вокал
- Робби Меррилл — бас-гитара, бэк-вокал
- Шеннон Ларкин — ударные
- Томми Стюарт — барабаны «I Stand Alone»

Дополнительный персонал
- Дэвид Боттрилл — продюсер, звукорежиссёр, микширование
- П. Р. Браун — арт-директор, дизайнер, фотограф
- Кент Херц — звукорежиссёр, цифровая обработка звука
- Марк Стивен Ли — ассистент звукорежиссёра, цифровая обработка звука

## Чарты и сертификации

### Чарты
Альбом
| Чарт (2003)         | Высшая позиция |
| ------------------- | -------------- |
| Канада              | 9              |
| Нидерланды          | 98             |
| Германия            | 70             |
| Новая Зеландия      | 36             |
| Великобритания      | 154            |
| США                 | 1              |
| Top Internet Albums | 1              |

Синглы
| Год  | Песня                  | Чарт                       | Высшая позиция |
| ---- | ---------------------- | -------------------------- | -------------- |
| 2002 | «I Stand Alone»        | Hot Mainstream Rock Tracks | 1              |
| 2002 | «I Stand Alone»        | Alternative Songs          | 20             |
| 2002 | «I Stand Alone»        | Dutch Singles Chart        | 70             |
| 2002 | «I Stand Alone»        | German Singles Chart       | 98             |
| 2003 | «Straight Out of Line» | Hot Mainstream Rock Tracks | 1              |
| 2003 | «Straight Out of Line» | Alternative Songs          | 9              |
| 2003 | «Straight Out of Line» | Billboard Hot 100          | 73             |
| 2003 | «Serenity»             | Hot Mainstream Rock Tracks | 7              |
| 2004 | «Serenity»             | Alternative Songs          | 10             |
| 2004 | «Re-Align»             | Hot Mainstream Rock Tracks | 3              |
| 2004 | «Re-Align»             | Alternative Songs          | 28             |

### Сертификации
| Регион                                                      | Сертификация | Продажи   |
| ----------------------------------------------------------- | ------------ | --------- |
| Канада (Music Canada)                                       | Золотой      | 50 000^   |
| США (RIAA)                                                  | Платиновый   | 1,500,000 |
| ^ Данные о тиражах приведены только на основе сертификации. |              |           |